# Château de la Fédarié
Le château de la Fédarié ou de la Fédarié du Causse, est un château situé à Castres, dans le Tarn (France).

## Historique
Il n'existe pas d'informations historiques sur le château de la Fédarié, qui date très probablement du XIXe siècle.
Le site du château est néanmoins occupé depuis la Préhistoire, sûrement au Néolithique moyen ou récent. Un certain nombre de vestiges ont été trouvés lors de fouilles en 1994, principalement des traces de foyers, ainsi que deux fosses (dont une remplie d'os ovins). L'emplacement d'une ancienne structure peut-être devinée grâce à la présence de trous accueillant des poteaux. Quelques éléments mobiliers ont été aussi découverts, comme des céramiques, des vases et des écuelles,. Cet ensemble de céramiques est daté de -2450 à -2250, soit entre le Chasséen terminal et le Néolithique récent.

### Architecture
Le château de la Fédarié se présente sous la forme d'un petit corps de logis rectangulaire, flanqué de quatre tourelles d'angles rondes. Couvert d'un enduit blanc, il s'élève sur trois étages et possède des toitures en ardoises. Le troisième étage est sous combles, et ouvert par des lucarnes ornementées, surmontées d'un petit fronton triangulaire. Sa façade principale, au sud, se découpe en cinq travées, dont la centrale est agrémenté d'un balcon soutenu par des colonnes et surmonté d'un autre fronton triangulaire.
La toiture se termine par un clocheton.